# خوسيه لويس فياريال
خوسيه لويس فياريال (بالإسبانية: José Luis Villarreal)‏ هو مدرب كرة قدم ولاعب كرة قدم أرجنتيني في مركز الوسط، ولد في 17 مارس 1966 في قرطبة في الأرجنتين. شارك مع منتخب الأرجنتين لكرة القدم. أما مع النوادي، فقد لعب مع أتلتيكو مدريد وإستوديانتيس دي لا بلاتا وبوكا جونيورز وريفر بليت ونادي أتليتيكو بيلغرانو ونادي باتشوكا ونادي مونبلييه.

## وصلات خارجية
- خوسيه لويس فياريال على موقع الاتحاد الدولي (مؤرشف)  (الإنجليزية)
- خوسيه لويس فياريال على موقع قاعدة بيانات كرة القدم.إي يو (الإنجليزية)
- خوسيه لويس فياريال على موقع ناشيونال فوتبول تيمز (الإنجليزية)
- خوسيه لويس فياريال على موقع عالم كرة القدم.نت (الإنجليزية)